# Topobea laevigata
Topobea laevigata là một loài thực vật có hoa trong họ Mua. Loài này được (D. Don) Naudin miêu tả khoa học đầu tiên năm 1852.